# Luka, Horodenka
Luka (în ucraineană Лука) este localitatea de reședință a comunei Luka din raionul Horodenka, regiunea Ivano-Frankivsk, Ucraina.

## Demografie
Componența lingvistică a localității Luka
     Ucraineană (99,53%)
     Alte limbi (0,47%)
Conform recensământului din 2001, majoritatea populației localității Luka era vorbitoare de ucraineană (99,53%), existând în minoritate și vorbitori de alte limbi.